# WZRD (band)
 "WZRD" omdirigeres hertil. For andre betydninger af WZRD, se WZRD (flertydig).
WZRD er en amerikansk pop/rock duo. Gruppen blev dannet i 2010 i New York City. Medlemmerne er Scott "Kid Cudi" Mescudi og produceren Oladipo
"Dot Da Genius" Omishore.

## Diskografi
- WZRD (album)